# Exécutif Moureaux I
Communauté française
 Monfils
L’exécutif Moureaux I est le gouvernement de la Communauté française de Belgique entre le 22 décembre 1981 et le 3 décembre 1985, sous la 1re législature du Conseil.

## Historique du mandat
Dirigé par le ministre-président socialiste Philippe Moureaux, premier titulaire du poste, ce gouvernement est constitué et soutenu par une « coalition mauve » entre le Parti socialiste (PS) et le Parti réformateur libéral (PRL). Ensemble, ils disposent de 88 conseillers sur 137, soit 64,2 % des sièges du Conseil de la Communauté française de Belgique.
Il est formé à la suite des élections législatives belges du 8 novembre 1981, dont les résultats déterminent la composition politique du Conseil.
Il constitue le premier gouvernement propre de la Communauté française, mise en place en 1980 par la deuxième réforme de l'État en remplacement de la « communauté culturelle française ».
Au cours du scrutin parlementaire national, le Parti socialiste domine parmi les électeurs francophones en totalisant 53 parlementaires sur les 137 concernés, à la fois à la Chambre des représentants et au Sénat. Le Parti réformateur libéral reste la deuxième force politique chez les Belges de langue française, devant le Parti social chrétien (PSC). La direction de l'exécutif est alors confiée à l'ancien ministre de l'Intérieur puis de la Justice, Philippe Moureaux.
À la suite des élections législatives de 1985, le libéral Philippe Monfils s'associe aux sociaux-chrétiens pour former son propre exécutif, renvoyant les socialistes dans l'opposition.

## Composition
| Fonction                                                                          | Titulaire | Titulaire         | Parti |
| --------------------------------------------------------------------------------- | --------- | ----------------- | ----- |
| Ministre-président (Chargé des Affaires culturelles et des Relations extérieures) |           | Philippe Moureaux | PS    |
| Ministre des Affaires sociales, de la Formation et du Tourisme                    |           | Philippe Monfils  | PRL   |
| Ministre de la Santé et de l'Enseignement                                         |           | Robert Urbain     | PS    |